# Agersø
Agersø es una isla de Dinamarca en el estrecho del Gran Belt (en danés: Storebælt), cerca de Selandia. La isla tiene una superficie de 6,84 km² y 245 habitantes (2006).